# Apricot brandy
L'apricot brandy (in inglese: acquavite di albicocca) è un distillato all'aroma di albicocca di colore arancio e dal gusto dolce. Si ottiene dalla fermentazione del frutto spappolato con parte dei noccioli.
Diffuso soprattutto nel nord Europa, ha una gradazione alcolica generalmente tra il 24% e il 29% in volume, variabile a seconda dell'azienda produttrice. 
Può essere degustato da solo oppure nella miscelazione dei cocktail, come il Paradise.
Viene prodotto da molte aziende, tra cui Bols, De Kuyper e Marie Brizard.